# Chlorionidea
Chlorionidea – rodzaj pluskwiaka z podrzędu fulgorokształtnych i rodziny szydlakowatych. Obejmuje 4 opisane gatunki. Zamieszkują palearktyczną Eurazję.

## Taksonomia
Rodzaj ten wprowadzony został w 1885 roku przez Paula Löwa jako takson monotypowy. Współcześnie zalicza się do niego 4 opisane gatunki:
- Chlorionidea apenninica Guglielmino et Bückle, 2010
- Chlorionidea bromi Emeljanov, 1964
- Chlorionidea flava Löw, 1885
- Chlorionidea sibillinica Guglielmino et Bückle, 2010

## Morfologia
Pluskwiaki o ciele długości od 2,8 do 4,2 mm. Samice są krótkoskrzydłe, natomiast wśród samców występują formy krótko- i długoskrzydłe. Tło ciała ubarwione jest biało lub żółto. Na nim występują ciemne znaki przy żeberkach głowy oraz biała linia wzdłuż środka grzbietu, biorąca początek na ciemieniu i sięgająca końca odwłoka. Głowa ma żeberka na zaustku i czole wyraźne i pozbawione modyfikacji, a przejście z czoła na ciemię niemal kanciaste. Ciemię jest dłuższe niż szerokie, krawędzie boczne ma prawie równoległe lub lekko zbieżne, a brzeg przedni wystający. Spośród komórek formowanych przez żeberka na ciemieniu wierzchołkowa jest bardzo wąska. Przedplecze cechują rozbieżne i nie osiągające jego tylnej krawędzi żeberka boczne. U form krótkoskrzydłych długość skrzydła jest niemal dwukrotnie większa niż szerokość, a jego wierzchołek jest zaokrąglony. Odnóża mają ostrogi zagoleniowe zaopatrzone w od 15 do 23 ząbków. Odwłok samca cechuje słabo zesklerotyzowany pigofor o niemodyfikowanej krawędzi. Genitalia mają zesklerotyzowaną listewkę pośrodku diafragmy, pierścieniowate suspensorium oraz zakrzywiony edeagus z niesymetrycznymi szeregami ząbków.

## Ekologia i występowanie
Owady te zasiedlają głównie góry. Bytują na górskich łąkach, pastwiskach, stepach, skrajach lasów, polanach i wśród traw porastających brzeziny. Są fitofagami ssącymi soki roślin z rodzaju Sesleria. Zimę spędzają jako jaja lub hibernujące larwy. Postacie dorosłe spotyka się od maja do października. U C. flava na świat przychodzić mogą dwa pokolenia w ciągu roku, u pozostałych gatunków przypuszczalnie tylko jedno.
Rodzaj ten zamieszkuje palearktyczną Eurazję, będąc rozprzestrzenionym od Alp przez Kaukaz po Azję Środkową. Wszystkie gatunki znane są z Europy, przy czym Ch. apenninica i Ch. sibillinica to endemity Włoch. Z Kaukazu Północnego znane są C. bromi i C. flava. W Azji Środkowej występuje tylko C. bromi, sięgający na wschód po Kirgistan i Mongolię.